# Crypto Boy
Crypto Boy is een Nederlandse dramafilm uit 2023 geregisseerd door Shady El-Hamus, beschikbaar op Netflix. De film volgt Amir, die in cryptocurrency duikt om het restaurant van zijn vader te redden.

## Verhaal
De film speelt zich af in Amsterdam-Oost in 2018. Amir, een jonge bezorger, droomt van een beter leven. Hij werkt voor het slechtlopende Mexicaanse restaurant van zijn vader, Omar. De buurt waarin ze wonen en werken is in een snel gentrificatieproces, buurtwinkels worden vervangen door trendy koffiebars en sushirestaurants. Amir is gefrustreerd omdat zijn vader weigert mee te gaan met de modernisering van het restaurant. Wanneer een vastgoedbedrijf het huurblok opkoopt en de huur verdubbelt, dreigen ze het restaurant en hun woning te verliezen.
Amir ontmoet Roy, een charismatische crypto-ondernemer, die hem een wereld van financiële onafhankelijkheid belooft. Gefascineerd door de wereld van cryptocurrency sluit Amir zich aan bij Roys snelgroeiende startup, "Crypcore Capital". Vastberaden om zijn vader te bewijzen wat hij waard is, stort hij zich op zijn nieuwe carrière. Maar naarmate hij dieper in de cryptowereld duikt, groeit de afstand tussen hem en zijn vader.

## Rolverdeling
- Shahine El-Hamus – Amir
- Sabri Saad El-Hamus – Omar
- Minne Koole – Roy
- Jonas Smulders – keukenhulp
- Isabelle Kafando – Ima
- Manoushka Zeegelaar Breeveld – Jetty
- Leny Breederveld – Ans
- Raymond Thiry – Ger
- Loes Schnepper – Bertha

## Productie
Shady El-Hamus regisseerde Crypto Boy en schreef het scenario van de film samen met Jeroen Scholten van Aschat. Het betreft de derde speelfilm van El-Hamus. De productie was een familieproject: Shahine El-Hamus, de broer van Shady, speelde de hoofdrol van Amir, terwijl hun vader, Sabri Saad El-Hamus, de rol van Omar vertolkte. De film werd geproduceerd door Fiction Valley in coproductie met Caviar. De opnames vonden onder meer plaats in Willy Tjong’s Food Corner bij het Amsterdamse Muiderpoortstation.
Tijdens de preproductie konden de acteurs meedenken over de tekst en aangeven of de dialogen realistisch klonken. El-Hamus gaf hen bovendien vrijheid in hun spel en hield bij het schrijven al rekening met hun eigenschappen, zoals de komische kant van Shahine El-Hamus en de harde kant van Jonas Smulders.

## Ontvangst
Crypto Boy werd positief ontvangen en werd geprezen om zijn mix van familiedrama en maatschappelijke reflectie. Shahine El-Hamus kreeg veel lof, vooral voor zijn sterke samenspel met Sabri Saad El-Hamus. Ook Minne Koole werd positief beoordeeld. Kritiek was er op het simplistische einde, de uitleggerige dialogen en de oppervlakkige verkenning van de cryptowereld. Sommige recensenten vonden Amir onsympathiek en emotioneel geforceerd.